# 那丹珠 (赫舍里氏)
那丹珠（穆麟德轉寫：nadanju，1783年—1832年），赫舍里氏，满洲镶蓝旗人。嘉慶六年舉人，嘉慶十年進士。官至翰林院侍读学士，镶黄旗蒙古副都统，驻藏帮办大臣，太仆寺卿，工部左侍郎，兵部右侍郎。